# کوول ران ویلیج (کنتاکی)
کوول ران ویلیج (به انگلیسی: Coal Run Village) شهری در ایالت کنتاکی کشور ایالات متحده آمریکا است که جمعیت آن در سرشماری سال ۲۰۱۰ میلادی، ۱٬۷۰۶ نفر بوده‌است.